# Norma Jean & Marilyn
Norma Jean & Marilyn è un film per la televisione del 1996 diretto da Tim Fywell, prodotto da Marvin Worth e interpretato da Ashley Judd.
Basato sul libro del 1985 Goddess, the Secret Lives of Marilyn Monroe di Anthony Summers, il film debutta su HBO il 18 maggio 1996. La tagline del film riassume la trama: "Marilyn Monroe era la nostra fantasia. Norma Jean era la sua realtà". Nelle scene oniriche, Monroe e il suo ex sé appaiono insieme, con Norma Jean che a volte schernisce Monroe. La colonna sonora originale è stata composta da Christopher Young. Il film è stato candidato per cinque Primetime Emmy Awards e due Golden Globe, ciascuno dei quali include entrambe le attrici principali.

## Trama
È la storia di Norma Jean Daugherty (Marilyn Monroe), dai traumi dell'infanzia, fino alla prematura morte.